# Dicranomyia bethae
Dicranomyia bethae är en tvåvingeart. Dicranomyia bethae ingår i släktet Dicranomyia och familjen småharkrankar.

## Underarter
Arten delas in i följande underarter:
- D. b. bethae
- D. b. contexta